# 马致远 (外交官)
马致远（西班牙語：Marcelo Suarez Salvia），音譯马塞洛·苏亚雷斯·萨尔维亚，阿根廷律師、外交官。現任阿根廷駐中華人民共和國大使。

## 经历
1997年進入阿根廷外交部工作。
2012年至2016年擔任阿根廷駐芝加哥總領事。2016年至2017年，任阿根廷駐加拿大大使。
2023年12月，馬致遠被任命爲阿根廷駐中華人民共和國大使。2024年3月7日抵華，3月14日遞交國書副本。